# The Mystery of a Hansom Cab
The Mystery of a Hansom Cab er en britisk stumfilm fra 1915 af Harold Weston.

## Medvirkende
- Milton Rosmer som Mark Frettleby
- A.V. Bramble som Moreland
- Arthur Walcott som Oliver White
- James L. Dale som Brian Fitzgerald